# Крулько Іван Іванович
Іва́н Іва́нович Крулько́ (нар. 20 липня 1981, с. Грушово, Тячівський район, Закарпатська область) — український політичний і громадський діяч. Перший заступник голови комітету з питань бюджету у Верховній Раді України IX скликання — обраний 29 серпня 2019 року, президент Федерації біатлону України з 14 листопада 2022 року.
Голосував за закон України 12414, який був ухвалений з порушенням Регламенту Верховної Ради України та підпорядкував НАБУ та САП Генеральному прокурору.

## Освіта
1998–2004 — Київський національний університет ім. Т. Шевченка, юридичний факультет, кваліфікація — магістр права (з відзнакою), спеціалізація — конституційне право.
2013 — кандидат юридичних наук за спеціальністю міжнародне право.

## Трудова діяльність
- Серпень 2002 — лютий 2005 — помічник-консультант народного депутата України Бориса Тарасюка.
- Лютий 2005 — жовтень 2005 — помічник Міністра закордонних справ України.
- Жовтень 2005 — травень 2006 — завідувач секретаріату депутатської фракції Народного Руху України.
- Травень 2006 — листопад 2007 — заступник завідувача секретаріату депутатської фракції «Наша Україна».
- Листопад 2007 — червень 2009 — заступник завідувача секретаріату депутатської фракції «Наша Україна — Народна Самооборона».
- Червень 2009 — квітень 2010 — заступник Міністра України у справах сім'ї, молоді та спорту[6][7].
- Травень 2007 — березень 2013 — голова Молодого Народного Руху
- Листопад 2014 — обраний народним депутатом України на багатомандатному виборчому округу за списками партії ВО «Батьківщина» під № 8.

Державний службовець 3-го рангу.
Кандидат у народні депутати від «Батьківщини» на парламентських виборах 2019 року, № 12 у списку.

## Громадська робота
Віце-президент Атлантичної асоціації молодих політичних лідерів — з жовтня 2009 р.
Член Громадської ради при МЗС України.
Підтримує ув'язненого у Росії українського режисера Олега Сенцова.

## Деякі законодавчі ініціативи
- 12 квітня 2019 разом з став одним з ініціаторів проєкту закону про внесення зміни до статті 87 Бюджетного кодексу України щодо фінансування забезпечення окремих програм та закладів охорони здоров'я, який пропонує, щоб зміни програми «гроші за пацієнтом» не зачипали медзаклади Державного управління справами та Національної академії медичних наук — щоб вони і надалі фінансувалася за окремою статтею видатків бюджету й надавали медичні послуги лише для певній категорії громадян.[11]

## Президент Федерації біатлону України
14 листопада 2022 року на XII Звітно-виборній Конференції Федерації біатлону України був обраний президентом Федерації біатлону України. На посаду президента було висунуто три кандидатури. Але після того, як Олена Білосюк відмовилась від балотування, претендентів на те, аби очолювати український біатлон в наступному олімпійському циклі залишилось двоє - Дмитро Підручний та Іван Крулько. В результаті голосування, 58 делегатів підтримали кандидатуру Івана Крулька, 31 - висловились за Дмитра Підручного. Таким чином, новим президентом Федерації біатлону України обрано Івана Крулька. Після конференції сказав журналістам, що перед виборами розумів, що його підтримає більшість делегатів, а відмову давати коментарі перед виборами пояснив тим, що це могли потрактувати як самопіар. Серед головних пунктів його програми: військово-патріотичне виховання молоді, відновлення зруйнованої інфраструктури, контракти з першими тренерами. Також Крулько пообіцяв провести тендер на незалежний аудит, що має показати, яким є становище Федерації біатлону України.

## Сім'я
Дружина — Інна Валеріївна Крулько, кандидат біологічних наук, вірусолог, доньки — Анна (нар. 2009), Христина (нар. 2015).

## Державні нагороди
Почесна грамота Кабінету Міністрів України (2009).